# Liste von Medizinprodukten
Medizinprodukte im Sinne der Richtlinie 93/42/EWG sind alle einzeln oder miteinander verbunden verwendeten Instrumente, Apparate, Vorrichtungen, Stoffe oder anderen Gegenstände, einschließlich der für ein einwandfreies Funktionieren des Medizinprodukts eingesetzten Software, die vom Hersteller zur
Anwendung für Menschen für folgende Zwecke bestimmt sind:
- Erkennung, Verhütung, Überwachung, Behandlung oder Linderung von Krankheiten;
- Erkennung, Überwachung, Behandlung, Linderung oder Kompensation von Verletzungen oder Behinderungen;
- Untersuchung, Ersatz oder Veränderung des anatomischen Aufbaus oder eines physiologischen Vorgangs;
- Empfängnisregelung

und deren bestimmungsgemäße Hauptwirkung im oder am menschlichen Körper weder durch pharmakologische oder immunologische Mittel noch metabolisch erreicht wird, deren Wirkungsweise aber durch solche Mittel unterstützt werden kann.
So ist zum Beispiel eine einfache Liege immer nur eine Liege, ein verstellbares Krankenbett kann aber durchaus als medizinisches Gerät angesehen werden, vor allem wenn es über Sonderausstattungsmerkmale wie z. B. spezielle Matratzen oder Haltevorrichtungen verfügt.
Die nachfolgende Liste von Medizinprodukten erhebt keinen Anspruch auf Vollständigkeit.

## A
- Abdrucklöffel
- Abortuszange
- Adenotom
- Alkoholtester
- Amnioskop
- Amputationsretraktor
- Amputationssäge
- Anastomosenklemme
- Anästhesiekanüle
- anatomische Pinzette
- Anoskop
- Aorta-Exclusionsklemme
- Aorta-Klemme
- Arterienklemme
- Arthroskop
- Aspirationskanüle
- Atraumatische Bulldogklemme
- Atraumatische Gefäßklemme
- Attikusstanze
- Audiometer
- Augendusche
- Augenhäkchen
- Augenmagnet
- Augenmagnetsonde
- Augenmagnetlupe
- Augennadel
- Augen-Notfallstation
- Augenschere
- Augenspülbrunnen
- Augenspülflasche
- Augenspülstation
- Augenwaschflasche
- Automatisierter Externer Defibrillator
- Autopsiesäge

## B
- Basiotrib
- Bauchdeckenhaken
- Bauchdeckenhalter
- Bauchdeckenschere
- Beatmungsbeutel
- Beatmungsgerät
- Beckenzirkel
- Bed Mover
- Bewegungstrainer
- Biopsiezange
- Blasenhalssperrer
- Blasenspritze
- Blasenwundspreizer
- Blasröhrchen
- Blutbeutelkanüle
- Blutdruckmessgerät
- Blutgasanalysator
- Blutkörperzählgerät
- Blutpipette
- Blutpumpe
- Blutsenkungsgerät
- Bluttransfusionsgerät
- Blutzuckermessgerät
- Bohrapparat
- Bronchoskop
- Bronchusklemme
- Bruchband
- Bulbusring
- Bulldog-Klemme

## C
- Chalazionslöffel
- Chalazionspinzette
- Chipkanüle
- Chirurgieabsaugpumpe
- Chirurgische Pinzette
- Chirurgische Schere
- Chirurgische Wundnadel
- Cilienpinzette
- Circumcisionsgerät
- Columella Pinzette
- Coronarschere
- Culdoskop
- Cürette

## D
- Dammschere
- Darmfaßpinzette
- Darmfaßzange
- Darmklemme
- Darmquetschklemme
- Dauerinfusionspumpe
- Deckglaspinzette
- Defibrillator
- Dentalpinzette
- Dermatom
- Destillierapparat
- Dezimeterwellen-Diathermiegerät
- Dialyse-Punktionskanüle
- Dilatationsbougie
- Dissektor
- Distraktionsklammer
- Doppelkürette
- Drahtsäge
- Drahtschere
- Drahtschlinge
- Dura-Separator

## E
- Einführungssonde
- Einmalspritze
- Elektromyographiegerät
- Elektrokardiograph
- Elektrolytanalysator
- Elevatorium
- Endotrachealtubus
- Ernährungssonde

## F
- Fadenführungszange
- Fadenpinzette
- Fieberthermometer
- Filmendoskop
- Fingerrepositionszange
- Fistelhaken
- Fistelschere
- Fixierpinzette
- Fremdkörperhebel
- Führungshohlsonde

## G
- Gallenkanaldialator
- Gallenkanalklemme
- Gallensteinlöffel
- Gallensteinsonde
- Gallensteinzange
- Galvano-Kauterbrenner
- Ganzglasspritze
- Ganzmetallspritze
- Gastroskop
- Geburtshaken
- Geburtszange
- Gefäßclip
- Gefäßklemme
- Gefäßschere
- Gipsabreißzange
- Gipssäge
- Gipsschere
- Gipsspreizer
- Goniometer
- Graeve-Spekulum
- Guedel-Tubus
- gynäkologische Schere

## H
- Hakenzange
- Hauthäkchen
- Hautschere
- Hauttrephine
- Herzschrittmacher
- Hirndruckmessgerät
- Hirnspatel
- Hörgerät
- Hohlmeißelzange
- Hohlmeißel
- Hohlsonde
- Hornhautschaber
- Hornhauttrephine
- Hypophysenkürette
- Hysterektomieklemme
- Hysteroskop

## I
- Impflanzette
- Impulsstromgerät
- Infrarot-Koagulatoren
- Inhalator
- Insulinpen
- Insulinpumpe
- Inzisionsschere
- Iridektornieschere
- Irishäkchen
- Irispinzette
- Irisspatel
- Irrigator

## J
- Jochbogenahle

## K
- Kanüle
- Kapselsauger
- Kapselfasszange
- Kapselpinzette
- Katheter
- Kathetereinführungszange
- Kauter
- Kehlkopfspiegel
- Keilbeinstanze
- Kieferhöhlenstanze
- Klammeranlegezange
- Klammerblock
- Kleiderschere
- Knochen- und Knorpelfaßzange
- Knochenhalteklammer
- Knochenhaltezange
- Knochennagel
- Knochenschaber
- Knochenschere
- Knochensplitterzange
- Knochenstanze
- Knopfsonde
- Koagulationspinzette
- Kocher-Klemme
- Koloskop
- Kolposkop
- Komedonenquetscher
- Konfektionslöffel
- Kopfhautklemme
- Kornzange
- Kranioklast
- Kreuzmeißel
- Krokodil
- Krankenhausbett
- Kropfzange
- Kryotherapiegerät
- Kürette

## L
- Laminektomiestanze
- Lanzette
- Laryngoskop
- Larynxtubus
- Leberpunktionskanüle
- Lidhalter
- Lidplatte
- Lidsperrer
- Ligaturschere
- Linsenexpressor
- Lippenhalter
- Luftkanüle
- Lungenfaßpinzette
- Lupuskürette

## M
- Magenklemme
- Magenquetschklemme
- Magillzange
- Markierungszirkel
- Mastdarm-Biopsiezange
- Mastdarmspekulum
- Matrize (Zahnmedizin)
- Medizinischer Laser
- Mehrzweckschere
- Mikulicz Klemme
- Microliterspritze
- Micro-Pinzette
- Microschere
- Mikro-Präparierschere
- Mikroskopiermesser
- Mikrowellen-Therapiegerät
- Mosquito-Klemme
- Mundspatel
- Mundsperrer
- Mundspiegel
- Muskelhaken
- Muskelpinzette
- Myomheber

## N
- Nabelschnurklemme
- Nabelschnurschere
- Nadelführungsinstrument
- Nadelhalter
- Nagelschere
- Nagelzange
- Nahtpinzette
- Nasenendoskop
- Nasenpolypenschnürer
- Nasenpolypenzange
- Nasenraspel
- Nasensäge
- Nasenschere
- Nasenspekulum
- Nerv-Separator
- Nierenbiopsiekanüle
- Nierensteinzange
- Nierensteinzertrümmerer
- Nierenstielklemme

## O
- Ohrdoppelinstrument
- Ohrenpolypenschnürer
- Ohrkatheter
- Ohrkürette
- Ohrpinzette
- Ohrpolypenschnürer
- Ohrpolypenzange
- Ohrschere
- Ohrschlinge
- Ohrspekulum
- Ohrspritze
- Ohrtrichter
- Operationstisch
- Ophthalmoskop
- Osteotom
- oszillierende Säge
- Oszillograph
- Otoskop
- Ovarienzange
- Overholt

## P
- Penisklemme
- Perforatorium
- Perfusor
- Peripheral-Klemme
- Peritoneumklemme
- Perkussionshammer
- Pflasterspatel
- Pflegebett
- Photokoagulator
- Präparierklemme
- Präparierlanze
- Präpariermeißel
- Präpariernadel
- Präparierschere
- Probeexzisionszange
- Proktoskop
- Prostataresektoskop

## R
- Rachiotom
- Rasierklingen
- Rasierklingenbrecher
- Raspatorium
- Refraktometer
- Reizstromgerät
- Rektal-Spekulum
- Rektoskop
- Retraktoren
- Reverdin-Nadel
- Ringmesser
- Rippenkontraktor
- Rippenraspatorium
- Rippenschere
- Rippensperrer
- Rippenspreizer

## S
- Saugkeil
- Schädelhalter
- Schädelzange
- Schenkelhalsnagel
- Schenkelhalsschraube
- Schielhaken
- Schlauchklemme
- Schnittfänger
- Schutzbrille
- Schwammzange
- Sehprüfgerät
- Septum-Flachmeissel
- Septum-Hohlmeissel
- Septum-Richtzange
- Septumzange
- Sequesterzange
- Silberklammer
- Skalpell
- Sonde (Zahnmedizin)
- Speichelabsauger
- Spekulum
- Spekulum-Beleuchtung
- Splitterzange
- Sprechkanüle
- Sphinkteroskop
- Spülkanüle
- Staubinde
- Sterilisierpinzette
- Sterilisierzange
- Sterummeißel
- Stethoskop
- Stimmgabel
- Stirnspiegel
- Stielchen
- Stieltupfer
- Strabimusschere
- Strichkürette

## T
- Tamponstopfer
- Tamponzange
- Tangential-Verschluss-Klemme
- Tonometer
- Tonsillendissektor
- Tonsillenklemme
- Tonsillenkompressor
- Tonsillennadel
- Tonsillenschere
- Tonsillenschnürer
- Tonsillenschraube
- Tonsillenzange
- Tonsillotom
- Trachealdialator
- Trachealkanüle
- Tränensackflachmeißel
- Tränenkanaldilatator
- Tränenkanalsonde
- Trigeminusschere
- Trokar
- Tuchklemme
- Tupferzange

## U
- Universalhaltezange
- Uhrmacherpinzette
- Unterbindungsnadel
- Urethroskop
- Urethrotom
- Uterusbiopsiekürette
- Uterusdepressor
- Uterusdilatator
- Uterusfaßzange
- Uteruskürette
- Uteruslöffel
- Uterussonde

## V
- Vaginal-Spekulum
- Vakuumkürette
- Venenhaken
- Venenstripper-Besteck
- Verbandschere
- Vorderkammerpinzette

## W
- Wachsmesser
- Watteträger
- Wendl-Tubus
- Westergreenpipette
- Wundhaken
- Wundklammer
- Wundklammerzängchen

## Z
- Zirkuliermesser
- Zungendrücker
- Zungenspatel
- Zungenzange
- Zyklodialysespatel
- Zystenklemme
- Zystotom